# Behalli, Hosanagara
Behalli là một làng thuộc tehsil Hosanagara, huyện Shimoga, bang Karnataka, Ấn Độ.